# Штейн, Лоренц фон
Лоренц фон Штейн (нем. Lorenz von Stein; 18 ноября 1815, Борби (ныне в черте Эккернфёрде), Шлезвиг-Гольштейн, Германский союз, — 23 сентября 1890, Хадерсдорф-Вейдлингау (ныне в черте Вены), Австро-Венгрия) — немецкий философ-гегельянец, правовед, историк и экономист.
Советник японского правительства, автор идеи социального государства. Сторонник идей надклассовой социальной монархии, критик марксистского коммунизма, идейный предшественник правой социал-демократии (оказал влияние на Лассаля, австромарксизм).

## Биография
Родился в Борби. Изучал философию в Кильском и Йенском университетах. Стажировался во Франции, изучая социализм. Результатом его исследований стал труд «Социализм и коммунизм в современной Франции» (1842), который познакомил немецкую общественность (в том числе Маркса и Энгельса) с социалистическими идеалами. В 1846 году Лоренц фон Штейн стал профессором Кильского университета, но в 1851 году был уволен за продатскую позицию в вопросе присоединения Шлезвига к Пруссии. С 1855 по 1885 год профессор Венского университета, где в 1882 году его лекции посещал японский министр-реформатор Ито Хиробуми. 13 декабря 1874 года был избран членом-корреспондентом Петербургской академии наук.

## Основные сочинения
- Der Socialismus und Kommunismus des heutigen Frankreichs, 1842 («Социализм и коммунизм в современной Франции»)
- Geschichte der socialen Bewegung in Frankreich von 1789 bis auf unsere Tage, 1850 («История социального движения во Франции с 1789 г. до наших дней»)
- Die Verwaltungslehre, 1865—1868 («Учение об управлении»)
- Gegenwart und Zukunft der Rechts- und Staatswissenschaft Deutschlands — Stuttgart, 1876 («Настоящее и будущее науки о государстве и праве Германии»)
- Перевод и предисловие А. И. Эртеля, «Учение о военном быте, как часть науки о государстве» / Соч. Штейна; — СПб.: тип. и лит. А. Е. Ландау, 1875 год.